# Élection présidentielle gambienne de 2021
L'élection présidentielle gambienne de 2021 a lieu le 4 décembre 2021 afin d'élire le président de la République de Gambie pour un mandat de cinq ans.
Organisée cinq ans après la chute du régime du président Yahya Jammeh, il s'agit de la première élection présidentielle libre et compétitive depuis l'indépendance du pays en 1965.
Le président sortant Adama Barrow est largement réélu, devançant son principal opposant Ousainou Darboe.

## Contexte
Le président autocrate Yahya Jammeh, au pouvoir depuis un coup d’État en 1994, est battu à la surprise générale lors de l'élection présidentielle de décembre 2016. Son refus de quitter le pouvoir entraîne en janvier 2017 une intervention militaire de la CÉDÉAO, avec l'aval du Conseil de sécurité des Nations unies, pour permettre au président élu, Adama Barrow, de prendre ses fonctions. Le 23 janvier, Yahya Jammeh accepte finalement de céder la présidence à son successeur, et quitte le pays.

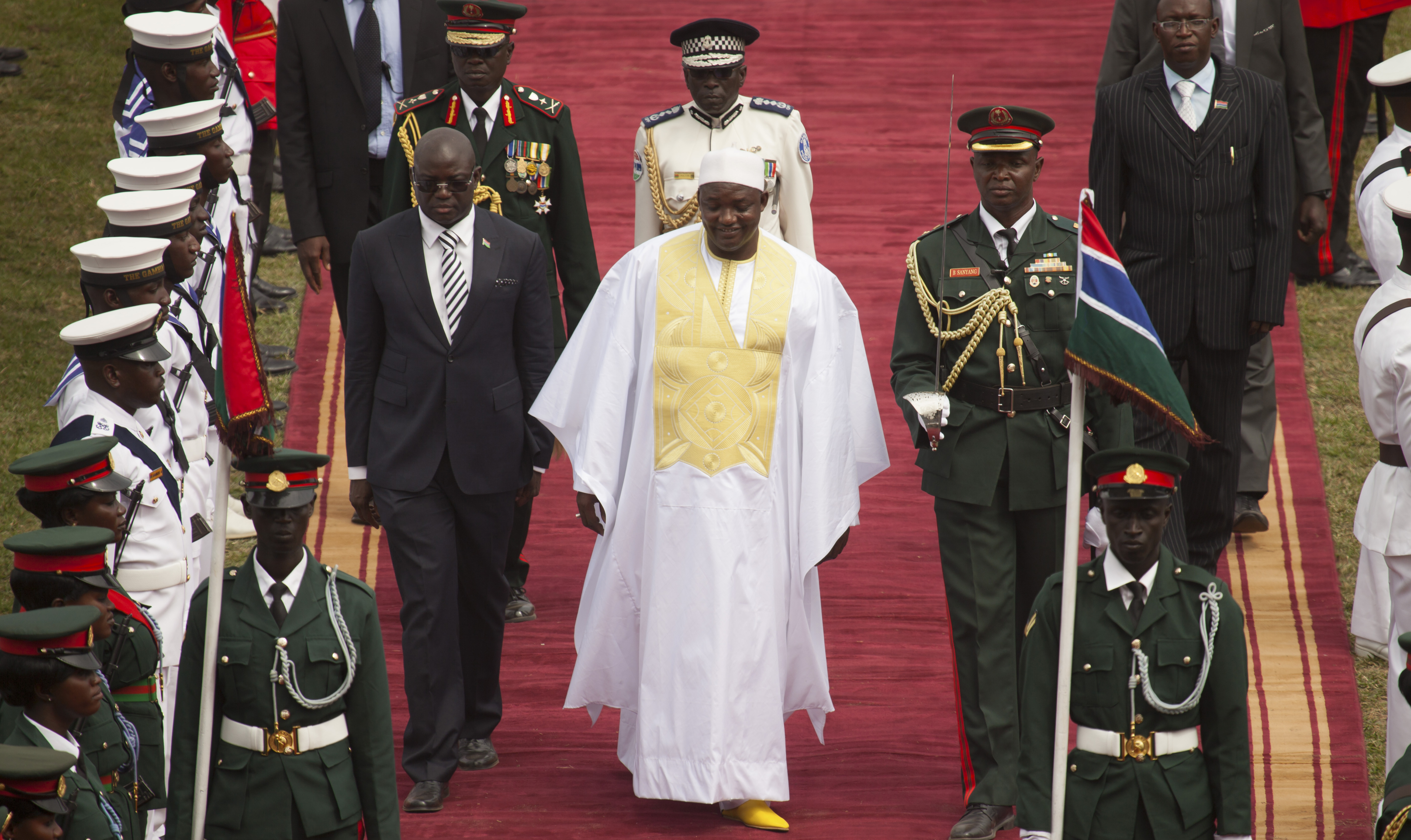
Investiture d'Adama Barrow en 2017, au cours des célébrations de l'indépendance.

Élu pour un mandat de cinq ans à la tête d'une coalition de partis d'opposition, dont le Parti démocratique unifié (UDP) de son vice-président Ousainou Darboe, Adama Barrow revient au cours de son mandat sur sa promesse électorale de se retirer au bout de trois ans. La charte fondatrice de la « Coalition 2016 » prévoyait en effet qu'il dirige un gouvernement provisoire avant de se retirer pour laisser place à une élection présidentielle anticipée à laquelle l'ensemble des candidats d'opposition sauf lui-même auraient pu se présenter dans des conditions pleinement libre et démocratique. Un mouvement de partis politiques et d'organisations de la société civile organisent courant 2019 d'importantes manifestations sous le nom de « Three Years Jotna » (« Trois ans, il est temps » dans un mélange d'anglais et de wolof). Les manifestants réclament son départ du pouvoir à la date du troisième anniversaire de sa prise de fonction, le 19 janvier 2020, mais se voient opposer un refus catégorique de la part de Barrow, qui réaffirme son intention de poursuivre son mandat et même de se présenter à l'élection présidentielle de 2021. Fin janvier 2020, immédiatement après une manifestation ayant tourné à l'émeute, le gouvernement prend un tournant répressif à l'encontre des contestataires, procédant à une centaine d'arrestations et promettant des « conséquences graves » à tous ceux qui soutiennent le mouvement, qui est officiellement interdit,.
Entre-temps, le gouvernement entame en juillet 2018 la rédaction d'un projet de nouvelle Constitution, qui prévoit la mise en place d'institutions assurant une véritable séparation des pouvoirs, ainsi notamment que la limitation du chef de l'État à un mandat de cinq ans, renouvelable une seule fois, via un scrutin à deux tours au lieu d'un. En accord avec la constitution de 1997, le projet doit alors être voté à la majorité qualifiée des trois quarts des parlementaires, avant une éventuelle mise à référendum. Les 58 membres de l'Assemblée nationale se déchirent cependant sur la question de la rétroactivité de la limitation à deux mandats, qui permettrait éventuellement au président Barrow d'effectuer un troisième mandat si son premier, débuté sous une version antérieure de la Constitution, n'était pas pris en compte. Ces dissensions amènent Adama Barrow à limoger Ousainou Darboe ainsi que plusieurs ministres de l'UDP le 15 février 2019, avant de fonder dix mois plus tard son propre parti, le Parti national du peuple (NPP),.
Le projet de nouvelle Constitution est finalement rejeté en deuxième lecture le 22 septembre 2020, seuls 31 députés ayant votés pour — avec 23 députés contre et 4 s'étant abstenus —, loin de la majorité requise de 44 voix. Les opposants au projet rassemblent alors les soutiens de l'ex-président Yahya Jammeh ainsi que plusieurs de ceux d'Adama Barrow lui-même, ce qui amène ce dernier à être accusé d'avoir organisé l'échec du projet, et de poursuivre une « tendance récurrente à mimer le système laissé par l'ancien régime »,.

## Mode de scrutin
Le président gambien est élu au scrutin uninominal majoritaire à un tour pour un mandat de cinq ans, sans limitation du nombre de mandats.
Le système électoral gambien possède la particularité de ne pas recourir à des bulletins de vote en papier déposés dans une urne classique, mais à des billes que les électeurs placent dans des bidons, chaque candidat en lice se voyant attribué un bidon distinct peint dans la couleur de son parti et sur lequel figure sa photo. Les urnes sont disposées dans un isoloir à l'abri des regards, protégeant le secret du vote, tandis que l'insertion d'une bille dans une urne déclenche une clochette, permettant aux scrutateurs de s'assurer que l'électeur n'a voté qu'une fois. Le système est mis en avant pour son coût très faible et sa simplicité qui conduit à un taux très faible d'erreurs, dans un pays où l'analphabétisme touche la moitié de la population,,.
Lors du « dépouillement » — qui prend la forme d'un simple comptage — l'urne d'un candidat est descellée et son contenu versé en une ou plusieurs fois sur des planches à trous d'une capacité de 200 à 500 billes chacune. Une fois les scrutateurs d'accord sur le nombre de billes, celle ci sont remises dans l'urne qui est conservée en cas de contestation du résultat, et les scrutateurs passent à l'urne du candidat suivant. L'opération, répétée dans chaque bureau de vote, est très rapide, et les résultats en général connus au niveau national dès le lendemain du scrutin.

## Campagne

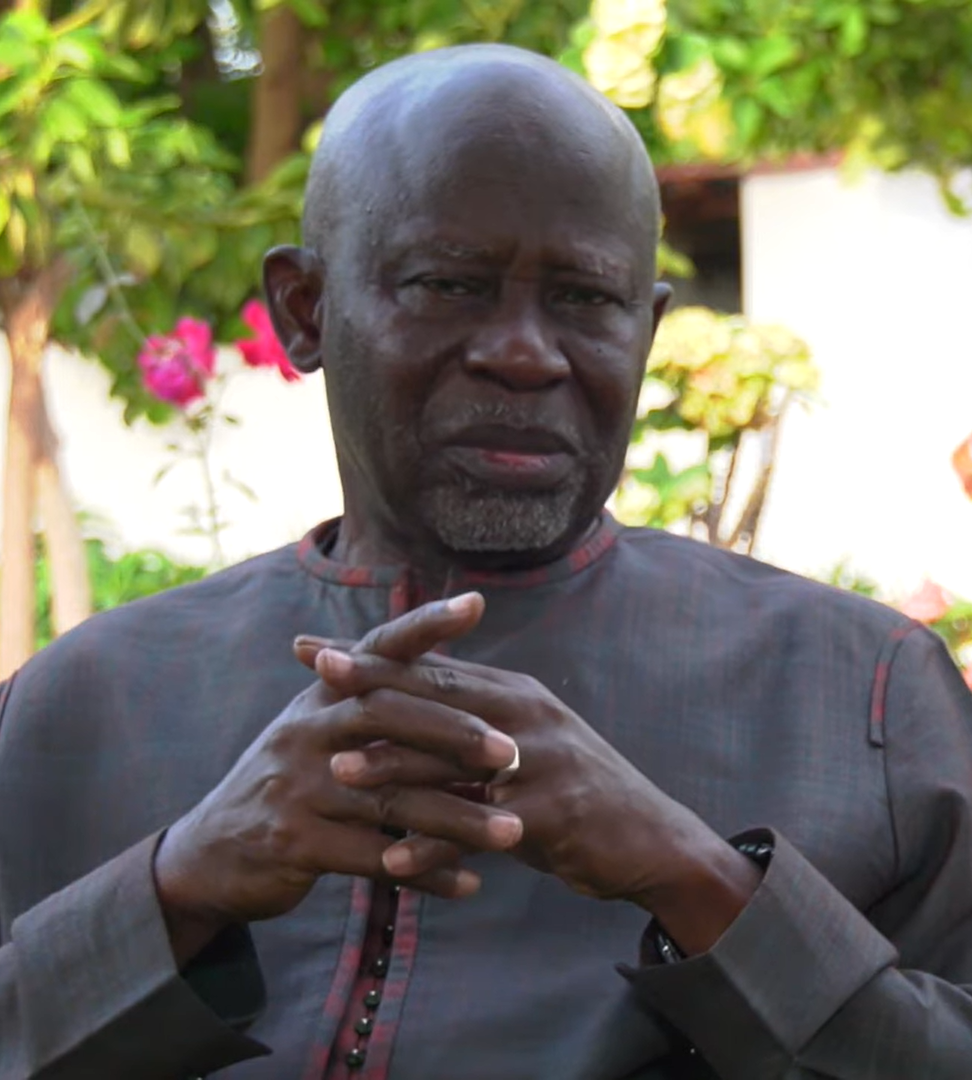
Ousainou Darboe.

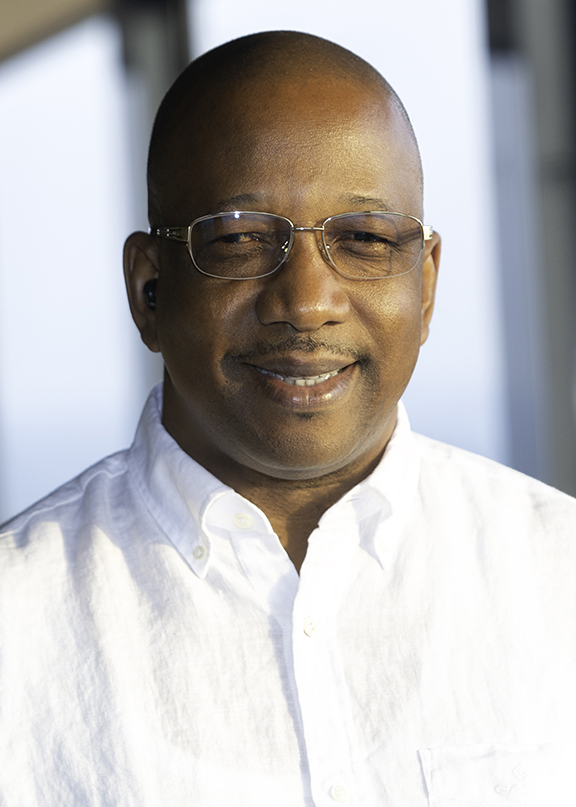
Mammah Kandeh.

Six candidatures sont approuvées par la Commission électorale,. L'élection est remarquée pour son aspect libre et compétitif, une première depuis le Coup d'État de Yahya Jammeh en 1994. La période électorale fait ainsi l'objet d'une effervescence démocratique qui voit se multiplier affiches et slogans de campagne, mais surtout des discussions informelles au cours desquelles les électeurs n'hésitent pas à afficher ouvertement leur soutien pour un candidat. Inédite, cette liberté d'expression qui touche électeurs comme journalistes intervient après plus de vingt trois ans de régime oppressif, pendant lequel les gambiens redoutaient de s'exprimer ainsi de peur de se faire arrêter. 
La campagne voit dominer les thèmes de la lutte contre la pauvreté et de la gestion des violations des droits humains sous Yahya Jammeh. Près de la moitié des trois millions de gambiens vivent alors sous le seuil de pauvreté, dans un contexte de ralentissement de l'économie mondiale et de forte inflation liées à la pandémie de Covid-19, qui a également tari les flux touristiques dont dépend fortement l'économie gambienne. Les candidats font par conséquent de nombreuses promesses de campagne en matière de développement de l'économie et de création d'emploi.
La présidentielle intervient également dans le contexte de la publication à venir du rapport de la Commission Vérité, réconciliation et réparations (TRRC) sur les crimes commis sous la présidence de Jammeh. Outre les attaques sur la liberté d'expression, les deux décennies du régime de l'ancien président ont été marqués par les emprisonnements, la torture, les viols et les exécutions sommaires de nombreux opposants en dehors de tout contrôle judiciaire, suscitant après sa chute de très fortes attentes en matière de justice. Remis à Adama Barrow le 25 novembre, le rapport n'est toujours pas rendu public au moment du vote, ce qui conduit le président à être accusé de protéger les auteurs de ces violations encore présents dans l'administration afin de ne pas s'aliéner ses alliés.
Le président sortant Adama Barrow fait campagne sous la bannière de son nouveau mouvement, le Parti national du peuple (NPP), qui s'allie en effet pour l’occasion à l'Alliance patriotique pour la réorientation et la construction (APRC) de l'ancien président Yahya Jammeh. Ce dernier désavoue publiquement l'accord — qu'il déclare avoir été conclu sans lui en faire part — et pousse à la démission le président de l'APRC, Fabakary Tombong Jatta. Ce désaccord abouti à un schisme au sein de l'APRC avec la formation de factions rivales entre les fidèles de Jammeh qui appelle à voter pour Mammah Kandeh, et ceux réaffirmant leur volonté de respecter l'accord. Si les deux formations semblent persuadées d'utiliser l'autre à leur profit, la décision du NPP de Barrow de faire alliance avec l'APRC provoque un choc chez une partie de l'opinion publique, notamment celle proches des ONG de défense des droits civiques en attente du rapport de la TTRC,,. 
Parmi les candidats de l'opposition, Ousainou Darboe est jugé le plus à même de capitaliser sur la polémique du rapprochement NPP-APRC. Opposant historique au régime de Jammeh, emprisonné et empêché de concourir en 2017 avant d'être libéré après la victoire d'Adama Barrow dont il devient un temps le vice-président, Darboe est cette fois-ci en mesure de se présenter pour la présidentielle. Président du Parti démocratique unifié (UDP), il est considéré comme le principal concurrent du président sortant,,.
Arrivé troisième à la présidentielle de 2017 derrière Barrow et Jammeh, Mammah Kandeh se présente à nouveau en 2021 après avoir reçu l'investiture du Congrès démocratique de la Gambie (GDC).
Le scrutin voit également la participation du procureur en chef de la TRRC, Essa Faal, qui se présente en indépendant, celle d'Halifa Sallah, ancien chef de l'opposition de 2002 à 2007 et secrétaire général de l'Organisation démocratique du peuple pour l'indépendance et le socialisme (PDOIS), ainsi que celle de l'ancien Directeur de l'autorité d'aviation civile gambienne, Abdoulie Ebrima Jammeh, qui se présente sous l'étiquette du Parti de l'union nationale (NUP).

## Résultats
|                          | Adama Barrow             | NPP                      | 457 519 | 53,23 |  |  |
|                          | Ousainou Darboe          | UDP                      | 238 253 | 27,72 |  |  |
|                          | Mammah Kandeh            | GDC                      | 105 902 | 12,32 |  |  |
|                          | Halifa Sallah            | PDOIS                    | 32 435  | 3,77  |  |  |
|                          | Essa Faal                | SE                       | 17 206  | 2,00  |  |  |
|                          | Abdoulie Jammeh          | NUP                      | 8 252   | 0,96  |  |  |
|                          |                          |                          |         |       |  |  |
| Votes valides            | Votes valides            | Votes valides            | 859 567 | 100   |  |  |
| Votes blancs et nuls     | Votes blancs et nuls     | Votes blancs et nuls     | 0       | 0     |  |  |
| Total                    | Total                    | Total                    | 859 567 | 100   |  |  |
| Abstention               | Abstention               | Abstention               | 102 590 | 10,66 |  |  |
| Inscrits / participation | Inscrits / participation | Inscrits / participation | 962 157 | 89,34 |  |  |

## Analyse et conséquences

Candidat arrivé en tête par municipalité

Un total de 962 157 électeurs inscrits sur les listes électorales — dont 416 839 hommes et 545 318 femmes — sont appelés aux urnes. 1 554 bureaux de votes sont ouverts à cette fin dans le pays. La diaspora gambienne est à nouveau exclue du vote, faute d'adoption du projet de nouvelle constitution qui prévoyait d'autoriser leur participation.
Le scrutin se déroule dans le calme. Comme attendu, il fait l'objet d'un engouement marqué, les observateurs notant une très forte affluence dans les bureaux de vote, où se créent de longues files d'attentes. Les résultats, rendus publics par la commission électorale le lendemain du scrutin, donnent le président sortant vainqueur avec une large avance, Barrow remportant plus de 53 % des voix contre 27 % pour Darboe, arrivé deuxième,,.
Une manifestation organisée par des membres du Parti démocratique unifié (UDP) dans la capitale Banjul afin de contester les résultats de l'élection amène Ousainou Darboe à appeler au calme. Le candidat de l'UDP met en avant l'importance du maintien de la paix et de la sécurité dans le contexte de la saison touristique en cours dans le pays,. Il dépose néanmoins le 14 décembre un recours en annulation des résultats de l'élection présidentielle auprès de la Cour suprême, accusant le président sortant d'avoir eu recours à des achats de voix ainsi qu'au vote d'étrangers. Celui ci est finalement rejeté par la Cour, conduisant à la prestation de serment d'Adama Barrow pour un second mandat le 20 janvier 2022.